# Naruto Shippūden: Kizuna Drive
Naruto Shippūden Kizuna Drive est un jeu vidéo développé par Bandai Namco Games sorti au Japon le 15 juillet 2010, aux États-Unis le 22 mars 2011, et en Europe le 25 mars 2011 sur PSP,,
L'histoire se déroule à Konoha, à la forêt des bêtes mythiques ; dans la grotte du feu et au village de rêve.

## Personnages
Le jeu contient 16 personnages jouables :
- Naruto Uzumaki
- Sakura Haruno
- Kakashi Hatake
- Saï
- Yamato
- Shikamaru Nara
- Choji Akimichi
- Ino Yamanaka
- Rock Lee
- Neji Hyuga
- Hinata Hyuga
- Sasuke Uchiwa
- Suigetsu Hozuki
- Karin
- Jugo
- Itachi Uchiwa :débloquable dans la mission renard et tanuki (the fox and racoon) dans le rang S+